# Dragon Attack
„Dragon Attack“ je píseň britské rockové skupiny Queen, napsaná kytaristou Brianem Mayem. Byla vydána na studiovém albu The Game z roku 1980 a téhož roku i jako strana B britského vydání singlu „Another One Bites the Dust“.

## Obsazení nástrojů
- Freddie Mercury – hlavní a doprovodné vokály
- Brian May – elektrická kytara, doprovodné vokály
- Roger Taylor – bicí, perkuse, doprovodné vokály
- John Deacon – basová kytara